# Alinen Vaara-Hietajärvi
Alinen Vaara-Hietajärvi eller Vaarahietajärvi är en sjö i Finland. Den ligger i kommunen Salla i landskapet Lappland, i den norra delen av landet, 700 km norr om huvudstaden Helsingfors. Alinen Vaara-Hietajärvi ligger 255 meter över havet. Den är 9 meter djup. Arean är 48,4 hektar och strandlinjen är 5,72 kilometer lång. Sjön  ingår i Kemi älvs huvudavrinningsområde. 